# Mr. Wonderful (album d'Action Bronson)
Pour les articles homonymes, voir Mr. Wonderful.
Albums de Action Bronson
Blue Chips 2
(2013)
Singles
1. Easy Rider
Sortie : 5 août 2014
2. Actin Crazy
Sortie : 20 janvier 2015
3. Terry
Sortie : 16 février 2015
4. Baby Blue
Sortie : 3 mars 2015

Mr. Wonderful est le second album studio d'Action Bronson, sorti le 23 mars 2015.
C'est le deuxième opus publié chez Vice Records, le premier étant l'EP Saaab Stories (2013), après la signature du rappeur chez Warner Bros. Records.
Il s'est classé 2e au Top Digital Albums et au Top Rap Albums, 3e au Top R&B/Hip-Hop Albums et 7e au Billboard 200, avec 43 564 copies vendues la première semaine.

## Liste des titres
| No  | Titre                                                                                         | Auteur | Contient un (des) sample(s) de                                                                           | Durée |
| --- | --------------------------------------------------------------------------------------------- | --- | --- | ----- |
| 1.  | Brand New Car (Produit par Mark Ronson)                                                       | Arian Arslani, Mark Ronson, Billy Joel | Zanzibar de Billy Joel                                                                                   | 2:21  |
| 2.  | The Rising (featuring Big Body Bes – Produit par Statik Selektah)                             | A. Arslani, Irv Brockington, Besnik Sadikay                                                                                                  | When I Rise du Brockington Ensemble                                                                      | 4:02  |
| 3.  | Terry (Produit par The Alchemist)                                                             | A. Arslani, Alan Maman, David Porter, Isaac Hayes, Bill Withers, James Boxley, Eric Sadler, Ricky Walters, Nahiem Johnson, Oliver Sunderland | Let Me in Your Life d'Asha Puthli Long Red de Mountain I Like It des Emotions Teenage Love de Slick Rick | 4:49  |
| 4.  | Actin Crazy (Produit par 40, Omen et Antoine « AudioBLK » Baldwin)                            | A. Arslani, Noah Shebib, Sidney Brown, Antoine Baldwin, Clifford Smith                                                                       | Heads High de Mr. Vegas                                                                                  | 3:59  |
| 5.  | Falconry (featuring Meyhem Lauren et Big Body Bes – Produit par The Alchemist)                | A. Arslani, A. Maman, B. Sadikay, James Rencher                                                                                              | | 2:30  |
| 6.  | Thug Love Story 2017 The Musical (Interlude)                                                  | | | 2:19  |
| 7.  | City Boy Blues (featuring Chauncy Sherod – Produit par 88-Keys et Party Supplies)             | A. Arslani, Justin Nealis, Hellmut Hattler, Peter Wolbrandt, Jan Fride Wolbrandt, Johannes Pappert, Ingo Bischof, Charles Njapa              | Luftpost de Kraan                                                                                        | 4:05  |
| 8.  | A Light in the Addict (featuring Party Supplies et Black Atlass – Produit par Party Supplies) | A. Arslani, J. Nealis, Alexander Fleming, Sean Mahon                                                                                         | | 5:56  |
| 9.  | Baby Blue (featuring Chance the Rapper – Produit par Mark Ronson)                             | A. Arslani, M. Ronson, Chancelor Bennett, Zane Lowe                                                                                          | | 4:40  |
| 10. | Only in America (featuring Party Supplies – Produit par Oh No)                                | A. Arslani, Michael Jackson, Ralf Schultze, Peer Forsberg, J. Nealis                                                                         | Es Liegt Was in Der Luft d'Artischock                                                                    | 4:14  |
| 11. | Galactic Love (Produit par The Alchemist)                                                     | A. Arslani, A. Maman, Henry Gibson Jr. | | 2:27  |
| 12. | The Passage (Live from Prague) (Produit par Party Supplies)                                   | A. Arslani, J. Nealis, S. Mahon | | 3:37  |
| 13. | Easy Rider (Produit par Party Supplies)                                                       | A. Arslani, J. Nealis, Mazhar Alanson, Zafer Hakansoy                                                                                        | | 4:19  |